# Triops emeritensis
Triops emeritensis – krytycznie zagrożony gatunek przekopnicy występujący w Hiszpanii, w okolicach miejscowości La Albuera. Jego ciało składa się z 32 segmentów. Karapaks mierzy około 2 cm. Zachowanie tego gatunku jest bardzo słabo poznane.